# Ophiura imbecillis
Ophiura imbecillis är en ormstjärneart som först beskrevs av George Richard Lyman 1878.  Ophiura imbecillis ingår i släktet Ophiura och familjen fransormstjärnor. Inga underarter finns listade i Catalogue of Life.